# John Bowlby
John Bowlby (Londres, 26 de febrero de 1907 - Isla de Skye, Escocia, 2 de octubre de 1990) fue un psicoanalista inglés, notable por su interés en el desarrollo infantil y sus pioneros trabajos sobre la teoría del apego.
El estudio de Review of General Psychology, publicado en 2002, ranqueó a Bowlby como el psicólogo 49.º más citado del siglo XX.

## Principios
John Mostyn Bowlby nació en Londres en una familia de clase media alta. Fue el cuarto de seis hijos, y fue criado por una niñera, muy a la moda tradicional británica de su clase. Su padre, Sir Anthony Bowlby, primer Barón Bowlby, fue cirujano de la Casa Real, pero con una trágica historia; a los cinco años, su padre (el abuelo de John) se mata mientras sirve como "corresponsal de guerra" en la guerra del opio. Normalmente, John veía a su madre solo una hora al día después de la "hora del té", aunque durante el verano ella estaba más disponible. Como muchas otras madres de su clase social, consideraba que la atención parental y afectación provocaría una peligrosa ruina. Cuando Bowlby recién tiene cuatro años, su amada niñera, que hasta ese momento era su principal cuidadora, se va de la familia. Más tarde, describe esa separación como algo tan trágico como sería la pérdida de una madre. 
A los siete, es llevado a un colegio internado, común en niños de su condición social. Su posterior estudio, por ejemplo Separación: ansiedad y angustia, revela sus recuerdos más terribles de aquel tiempo. Debido a tales experiencias de niño, mostró una inusual sensibilidad al sufrimiento infantil a través de su vida.
Falleció el 2 de septiembre de 1990 en su casa veraniega en la Isla de Skye, Escocia. Estaba casado con Ursula Longstaff, hija de un cirujano, desde el 6 de abril de 1938, teniendo cuatro hijos, incluyendo a Sir Richard Bowlby, quien sucedió a su tío como tercer Barón, y mantiene activo el interés en los trabajos de su padre.

## Carrera
La carrera intelectual de John Bowlby comienza en el Trinity College, Universidad de Cambridge, donde estudia psicología y ciencias preclínicas. Ganó premios por su desempeño intelectual. Después de Cambridge estuvo realizando estudios sobre menores mal adaptados socialmente así como sobre delincuentes, y a los veintidós se matricula en el Hospital Escuela Universitario de Londres. A los veintiséis, se gradúa en medicina. Mientras permanece en la Escuela de Medicina, encuentra tiempo para estudiar en el "Instituto para el Psicoanálisis". Continuando en la medicina, se especializa en psiquiatría de adultos en el Hospital Maudsley. 
En 1937, se titula como psicoanalista, y preside el Trinity College en 1938.
Durante la Segunda Guerra Mundial, fue teniente coronel en la RAMC. En la posguerra, fue vicerrector de la Clínica Tavistock, y desde 1950, consultor de Salud Mental de la Organización Mundial de la Salud (OMS).
Debido a sus trabajos previos con menores mal adaptados y delincuentes, se interesa en el desarrollo de los niños y comienza a trabajar en la Clínica de Guía Infantil en Londres.
Bowlby estaba interesado en encontrar los patrones de interacciones familiares involucrados tanto en el desarrollo sano como en el patológico. Focalizó su atención en cómo las dificultades de apego se transmitían de una generación a otra. Las tres experiencias más importantes para el futuro trabajo de Bowlby y su desarrollo de la teoría del apego:
- Su trabajo con menores mal adaptados y delincuentes.

- La realización de un documental por parte del psicoanalista James Robertson en 1952: "Uno de dos años va al Hospital", una grabación sobre niños con separaciones tempranas. El documental ilustra el impacto de pérdida y sufrimiento experimentado por niños separados de sus primarios cuidadores.

- Melanie Klein durante su entrenamiento psicoanalítico. Ella fue su supervisora, aunque tenían diferentes visiones sobre el rol de la madre en el tratamiento de un niño de tres años. De una manera específica e importante, Klein enfatizaba el rol de las supuestas fantasías infantiles del niño acerca de su madre, mientras que Bowlby enfatizaba la historia de la relación real entre el niño y su madre.

## Controversia sobre Necesidad Maternal

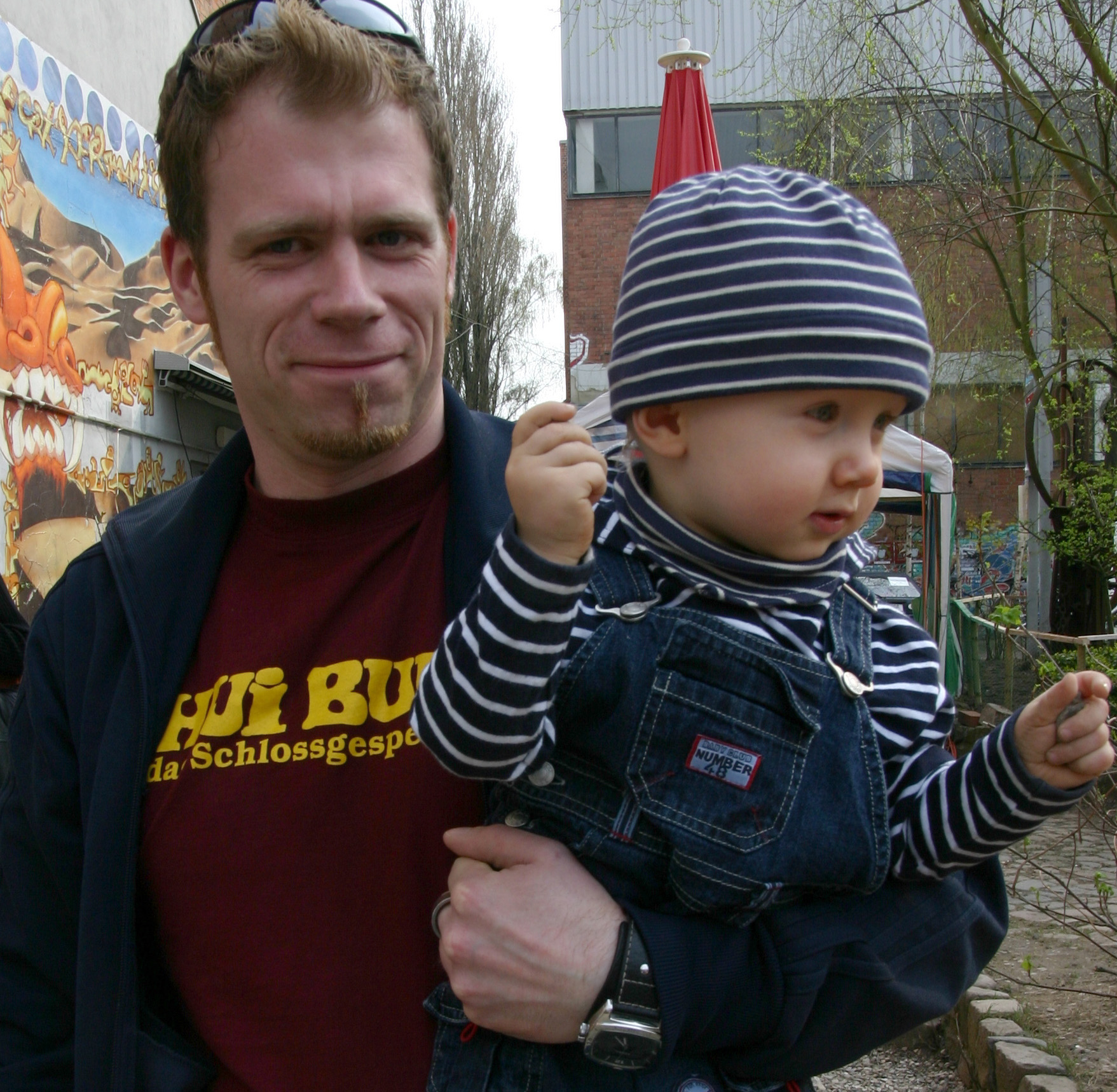
Padre e hijo.

Mientras trabajaba para la Organización Mundial de la Salud (OMS) en 1951 Bowlby elabora "Cuidado Maternal y Salud Mental" donde expone su teoría de la "Necesidad Maternal". Por un mecanismo, que vio muy similar al imprinting, y al que denominó "monotropía", Bowlby describe el proceso por el cual el infante desarrolla un firme apego o unión a su madre dentro de los primeros seis meses de vida que si se rompe causaría serias consecuencias. 
Aunque su trabajo despierta atractivo popular aún hoy, hubo un gran foco de inquietud profesional, tanto que la OMS lo obligó a publicar un refutatorio titulado "Necesidad del cuidado materno. Una reasignación de sus efectos" (1962). El profesor Sir Michael Rutter y su esposa Sara, en "Reasignación de la Necesidad Maternal" (1972), donde la Nueva Sociedad lo describió como un "clásico en su género de cuidado infantil", mostró que los niños no invariablemente se dañaban y que, en algunos eventos, otra gente, incluyendo a sus padres, son también muy importantes para los niños. De acuerdo con Schaffer en "Desarrollo Socialt" (2000) comenta que la convención social explica que cuando los padres asumen su principal responsabilidad de sus hijos, las diferencias parentales desaparecen.
Fue a la luz de tales estudios que Bowlby adaptó su idea original de Necesidad Maternal y desarrolló la teoría del apego. En su visión, el comportamiento de apego era una estrategia evolutiva de supervivencia para proteger al infante de predadores, y la teoría del apego refleja eso. Mary Ainsworth, una estudiante de Bowlby, extiende y testea sus ideas posteriormente, y jugando el rol primario sugiere que existen varios estilos de apego.

## Legado
Siguiendo las ideas de Bowlby, pocos investigadores estables del desarrollo infantil y otros han sugerido intervenciones  apropiadas de salud mental en las relaciones sensiblemente emocionales con hijos adoptados y los adultos. Esas aproximaciones usando técnicas testeadas que no solo son congruentes con la teoría del apego,  sino con otros principios  establecidos del desarrollo infantil.  Además, cercanamente a todas las aproximaciones del eje central para la prevención y tratamiento de  desórdenes del apego usando la teoría del apego.
Los programas de tratamiento y prevención incluyen trabajos de Alicia Lieberman ("Psicoterapia Padres-niño"), Stanley Greenspan ("Tiempo de piso"), Mary Dozier (estado autónomo de la mente), Robert Marvin ("Círculo de Seguridad"), Daniel Schechter (comunicación intergeneracional de trauma),  Joy Osofsky ("Iniciativa de Arranque Seguro").
Algunos clínicos han reclamado de la teoría de Bowlby como la base de intervenciones controversiales popularmente conocidas como terapia del apego, pero tales reclamos no tienen amplia confirmación de los teóricos y las intervenciones de por sí han sido criticadas por no formar acuerdos  generalmente aceptando estándares de investigación o práctica por profesionales.